# دنیس الکساندروف
دنیس الکساندروف (اوکراینی: Денис Олегович Александров؛ زادهٔ ۵ مهٔ ۱۹۹۲) بازیکن فوتبال اهل اوکراین است.
از باشگاه‌هایی که در آن بازی کرده‌است می‌توان به باشگاه فوتبال چورنومورتس اودسا اشاره کرد.
وی همچنین در تیم ملی فوتبال زیر ۲۰ سال اوکراین بازی کرده‌است.